# زواج المثليين في تسمانيا
أصبح زواج المثليين قانونيا في الولاية الأسترالية تسمانيا وفي بقية أستراليا، في ديسمبر 2017، بعد أن أقر البرلمان الفيدرالي قانونًا يجيز زواج المثليين.
كما اعترفت تسمانيا بالشراكات المسجلة بعد تمرير «قانون العلاقات 2003» لتسجيل والاعتراف بنوع من الشراكة المسجلة في فئتين متميزتين: العلاقات المهمة وعلاقات الرعاية. وعدّل القانون نفسه أيضًا 73 قانونًا لتزويد الشركاء المسجلين بجميع الحقوق الممنوحة للأزواج داخل الولاية تقريبًا. علاوة على ذلك، منذ يوليو 2009، يتم الاتعراف بهذه العلاقات على المستوى الفيدرالي، مما يوفر للأزواج جميع الحقوق والفوائد الفيدرالية للزواج تقريبًا. دخل التشريع حيز التنفيذ في 1 يناير 2004. في سبتمبر 2010، أقر برلمان تسمانيا تشريعات للاعتراف بأن زواج المثليين والاتحادات المثلية التي يتم عقدها خارج تسمانيا تعتبر علاقات مهمة.

## العلاقات المهمة
يمكن لكل من الشركاء المثليين أو الشركاء المغايرين تسجيل علاقة مهمة إذا كان كلاهما بالغين غير مرتبطين وغير متزوجين يعيشون في تسمانيا.

## علاقات الرعاية
وبالمثل، يمكن لشخصين بالغين يقيمان في تسمانيا، مرتبطان أم لا، تسجيل علاقة الرعاية إذا كان أحدهما يوفر للآخر الدعم المنزلي والعناية الشخصية. لا يمكن أن يكون الطرفان متزوجين من بعضهما البعض، ولا يمكن أن يكونا في علاقة مهمة أو علاقة الرعاية حالية، ولا يمكن أن يتقاضيا مدفوعات لرعاية الطرف الآخر من إدارات العمل أو الدوائر الحكومية.

## الحقوق والمزايا
وبالمثل، يمكن لشخصين بالغين يقيمان في تسمانيا، مرتبطان أم لا، تسجيل علاقة الرعاية إذا كان أحدهما يوفر للآخر الدعم المنزلي والعناية الشخصية. لا يمكن أن يكون الشريكان متزوجين من بعضهما البعض، ولا يمكن أن يكونا في علاقة مهمة أو في علاقة الرعاية حالية، ولا يمكن أن يتقاضيا مدفوعات لرعاية الطرف الآخر من إدارات العمل أو الدوائر الحكومية.
يوفر كلا النوعين من العلاقات حقوقًا متطابقة في المجالات التالية:
- التقاعد (استحقاقات التقاعد/الأجور)
- تحصيل الضرائب
- التأمين
- الرعاى ة الصحية
- زيارة المستشفى
- الوصايا
- تقسيم الممتلكات
- ظروف العمل (مثل إجازة الأبوة والأمومة)

## التبني وتأجير الأرحام وحقوق الأبوة والأمومة
يسمح قانون تسمانيا للأزواج والشركاء المثليين بالتبني. ينص قانون التبني 1988 على أنه «أمر لتبني طفل يجوز لصالح شخصين، لمدة لا تقل عن 3 سنوات قبل التاريخ الذي يرصد النظام، قد تزوجوا من بعضها البعض أو كانت أطرافًا في علاقة مهمة والتي هي موضوع صك العلاقة المسجلة بموجب الجزء 2 من قانون العلاقات لعام 2003». تم تعديل قانون التبني 1988 من قبل البرلمان في يونيو 2013 للسماح للأزواج والشركاء المثليين لتبني الأطفال غير المعروفين والمرتبطين بهم.
تحت القسم 10سي من وضع قانون الطفل 1974، يتم اعتبار أن الشريكة المثلية للنساء اللواتي يلدن أطفالا من خلال التبرع الحيوانات المنوية، التقيح الصناعي أو غيرها من تقنيات التلقيح بالمساعدة هي الأم الشريكة للطفل بنفس طريقة الشريك الراجل للنساء المغايرات. يمكن وضع الأمهات كلاهما على شهادة الميلاد، مما يسمح لهؤلاء الأزواج بالحصول على نفس الحقوق لأطفالهم (مثل النماذج الطبية أو المستشفى، والعمليات التعليمية، والوصول إلى الاستحقاقات، وما إلى ذلك). إن التشريع الخاص بالأبوة من أطفال الأنابيب هو بأثر رجعي، وهذا يعني أن القانون ينطبق على الأمهات الشريكات قبل دخوله حيز التنفيذ.
تسمح المادة 29 من قانون التبني للشريكة الأنثى للأم البيولوجية بتبني الطفل المولود نتيجة لتقنيات التلقيح بالمساعدة.
في عام 2012، أقرت تسمانيا قانونين للسماح قانونيا بتأجير الأرحام غير التجاري. يسمى القانونان قانون الأرحام رقم 34 وقانون تأجير الأرحام (التعديلات المترتبة) رقم 31.
تمت صياغة مشروع قانون عن تأجير الأرحام وتمريره من قِبل مجلسي البرلمان التسماني، بعد مراجعة قانون عقود تأجير الأرحام 1993 رقم 4، وبعد عملية تشاور جارية مع المجتمع. وبموجب تشريع تأجير الأرحام، يجب أن يكون عمر الأم البديلة هو 25 عامًا على الأقل ولا يمكن أن يكون حملها الأول. دخلت قوانين تأجير الأرحام الجديدة حيز التنفيذ في 1 مايو 2013.
في يوليو 2013، أصبحت تسمانيا رابع ولاية قضائية في أستراليا تسمح للأزواج المثليين بحقوق التبني الكاملة (وانضمت بذلك إلى كل من نيوساوث ويلز، و أستراليا الغربية و إقليم العاصمة الأسترالية). منذ أبريل 2018، أصبح تبني الأزواج المثليين للأطفال متاحًا قانونيًا في جميع الولايات القضائية في أستراليا.

## الاعتراف القانوني بالعلاقات المثلية التي تم عقدها في الولايات القضائية الأخرى في أستراليا
لا يتم الاعتراف تلقائيًا بالشراكات المسجلة في تسمانيا في معظم أنحاء أستراليا عند السفر أو التنقل بين الولايات. منذ أن تم انتخابه في عام 2007، كان رئيس الوزراء آنذاك، كيفن رود، يشجع جميع الولايات على إنشاء سجلات علاقات مطابقة لنموذج تسمانيا من أجل خلق توحيد على مستوى البلاد وحقوق متسقة، وفي نفس الوقت لا يدعم أي شيء يبدو مشابها للغاية إلى الزواج. تعترف السلطات القضائية التالية حاليًا بالشراكات المسجلة في تسمانيا منذ أغسطس 2017:
- إقليم العاصمة الأسترالية (اتحاد مدني - في السابق كشراكة مدنية)
- نيو ساوث ويلز (شراكة مسجلة)
- جنوب أستراليا (شراكة مسجلة)
- كوينزلاند (شراكة مدنية - في السابق كشراكة مسجلة)
- فيكتوريا (شراكة محلية مسجلة)

في 21 أكتوبر 2014، كان القانون الفيكتوري لا يعترف بالعلاقات المسجلة لأي ولاية قضائية أخرى، بما في ذلك ولاية تسمانيا. ومع ذلك، في فبراير 2016، أقر البرلمان الفيكتوري مشروع قانون يعترف بزواج المثليين والاتحادات المثلية التي يتم عقدها خارج فيكتوريا، وبذلك الاعتراف بتلك التي أجريت في تسمانيا.
تعترف الحكومة الفيدرالية الأسترالية أيضًا بالشراكة المسجلة في تسمانيا باعتبارها «علاقة بحكم الأمر الواقع» بموجب القانون الفيدرالي. يحق للشركاء بحكم الأمر الواقع، سواء المثليين أو المغايرين، التمتع بجميع الحقوق الفيدرالية تقريباً للزواج منذ 1 يوليو 2009.
في سبتمبر 2010، أقر البرلمان التاسماني تشريعات للاعتراف بزواج المثليين والاتحادات المثلية خارج الولاية كعلاقات مهمة.

## التسجيل
يمكن تسجيل طلبات الحصول على علاقات مهمة أو علاقات الرعاية شخصياً أو عن طريق البريد عن طريق تقديم طلب للحصول على صك العلاقة مع سجل تسمانيا للمواليد والوفيات والزواج في هوبارت.

## خطة حكومة الولاية لتقنين زواج المثليين
في أغسطس 2012، أعلنت رئيسة وزراء تسمانيا لارا غيدينغز أن تسمانيا ستقر قوانين جديدة تسمح للأزواج المثليين بالزواج. ومع ذلك، على الرغم من أن مشروع قانون زواج المثليين قد تم تمريره في تصويت 13 صوتا لصالح مقابل 11 صوتا ضد (13-11) في مجلس النواب، رفض الجمعية التشريعية مشروع القانون في تصويت 6 أصوات لصالح مقابل 8 أصوات ضد (6-8) في 27 سبتمبر 2012.

## التقنين الفيدرالي لزواج المثليين
أصبح زواج المثليين قانونياً في تسمانيا، وفي بقية أستراليا، في ديسمبر 2017، بعد أن أقر البرلمان الفيدرالي قانونًا يجيز زواج المثليين.